# Розсвіт (Тимірязєвський район)
Розсві́т (каз. Рассвет) — село у складі Тимірязєвського району Північноказахстанської області Казахстану. Входить до складу Тимірязєвського сільського округу.
Населення — 35 осіб (2021; 66 у 2009, 173 у 1999, 354 у 1989).
Національний склад станом на 1989 рік:
- росіяни — 45 %
- казахи — 30 %.